# Куново (община Гостивар)
Вижте пояснителната страница за други значения на Куново.
Куново (на македонска литературна норма: Куново; на албански: Kunova) е село в Северна Македония в община Гостивар.

## География
Селото е разположено на южно от град Гостивар в областта Горни Полог високо в южните склонове на Сува гора.

## История
В началото на XIX век Куново е българско село в Гостиварска нахия на Тетовска каза на Османската империя. Според статистиката на Васил Кънчов („Македония. Етнография и статистика“) в 1900 година Куново има 262 жители българи християни.
Всички жители на селото са сърбомани под върховенството на Цариградската патриаршия. Според патриаршеския митрополит Фирмилиан в 1902 година в селото има 43 сръбски патриаршистки къщи. Според секретаря на Българската екзархия Димитър Мишев („La Macédoine et sa Population Chrétienne“) в 1905 година в Купово има 240 българи патриаршисти сърбомани.
При избухването на Балканската война 1 човек от Куново е доброволец в Македоно-одринското опълчение.
В 1913 година селото попада в Сърбия. Според Афанасий Селишчев в 1929 година Куново е село в Големотурчанска община в Горноположкия срез и има 42 къщи с 279 жители българи.
Според преброяването от 2002 година селото има 11 жители македонци.
Селото има четири църкви – главният храм „Свети Георги“ е в центъра на селото и е от 1876 година. На северната страна, в местността Мартинец, на около 1 km над селото, на над 1000 метра е църквата „Свети Архангел Михаил“ от XVIII век. Храмът „Св. св. Петър и Павел“ е от XVIII век и се намира на изток. „Света Петка“ е в южната част на селото и също е от XVIII век.
- Църквата „Свети Георги“, XIX век
- Църквата „Св. св. Петър и Павел“, XVIII век

## Личности
Родени в Куново
- Георги Кръстев Яковов, македоно-одрински опълченец; 18-годишен; бозаджия; 1-а рота на 2-а Скопска дружина; 18.X.1912 г. - неизвестно; ранен на 18.VI.1913 г.[7]